# Élections législatives de 1962 dans la Haute-Garonne
Les élections législatives françaises de 1962 se déroulent les 18 et 25 novembre 1962. Dans le département de la Haute-Garonne, six députés sont à élire dans le cadre de six circonscriptions.

## Élus
| Circonscription | Député sortant  | Parti | Parti  | Député élu ou réélu | Parti | Parti   |
| --------------- | --------------- | ----- | ------ | ------------------- | ----- | ------- |
| 1re             | René Cathala    |       | UNR    | André Rey           |       | SFIO    |
| 2e              | Pierre Baudis   |       | CNIP   | Pierre Baudis       |       | RI      |
| 3e              | Jacques Maziol  |       | UNR    | Jacques Maziol      |       | UNR-UDT |
| 4e              | Eugène Montel   |       | SFIO   | Eugène Montel       |       | SFIO    |
| 5e              | Jacques Douzans |       | Radsoc | Fernand Couzinet    |       | SFIO    |
| 6e              | Hippolyte Ducos |       | Radsoc | Hippolyte Ducos     |       | Radsoc  |

## Résultats

### Résultats à l'échelle du département
| Parti          | Parti                                          | Premier tour | Premier tour | Second tour | Second tour | Sièges |
| Parti          | Parti                                          | Voix         | %            | Voix        | %           | Sièges |
| -------------- | ---------------------------------------------- | ------------ | ------------ | ----------- | ----------- | ------ |
|                | Union pour la nouvelle République (UDT)        | 47 917       | 20,23        | 66 370      | 26,55       | 1      |
|                | Républicains indépendants                      | 9 731        | 4,11         | 15 982      | 6,39        | 1      |
|                | Majorité présidentielle                        | 57 648       | 24,34        | 82 352      | 32,94       | 2      |
|                |                                                |              |              |             |             |        |
|                | Mouvement républicain populaire                | 27 190       | 11,48        | 24 486      | 9,79        | 0      |
|                | Centre démocratique                            | 27 190       | 11,48        | 24 486      | 9,79        | 0      |
|                |                                                |              |              |             |             |        |
|                | Section française de l'Internationale ouvrière | 63 600       | 26,86        | 88 985      | 35,59       | 3      |
|                | Parti communiste français                      | 42 923       | 18,13        | 35 063      | 14,02       | 0      |
|                | Parti radical                                  | 21 521       | 9,09         | 19 137      | 7,65        | 1      |
|                | Parti socialiste unifié                        | 13 217       | 5,58         | Retrait     | Retrait     | 0      |
|                | Extrême droite                                 | 10 708       | 4,52         | Retrait     | Retrait     | 0      |
|                |                                                |              |              |             |             |        |
| Inscrits       | Inscrits                                       | 363 760      | 100,00       | 363 592     | 100,00      | 6      |
| Abstentions    | Abstentions                                    | 117 549      | 32,31        | 103 238     | 28,39       |        |
| Votants        | Votants                                        | 246 211      | 67,69        | 260 354     | 71,61       |        |
| Blancs et nuls | Blancs et nuls                                 | 9 404        | 3,82         | 10 331      | 3,97        |        |
| Exprimés       | Exprimés                                       | 236 807      | 96,18        | 250 023     | 96,03       |        |

### Résultats par circonscription

#### Première circonscription (Toulouse-Nord)
| Candidat       | Candidat             | Parti          | Premier tour | Premier tour | Second tour | Second tour |  |
| Candidat       | Candidat             | Parti          | Voix         | %            | Voix        | %           |  |
| -------------- | -------------------- | -------------- | ------------ | ------------ | ----------- | ----------- |  |
|                | Antoine Osète        | UNR-UDT        | 11 678       | 31,79        | 16 592      | 43,57       |  |
|                | André Rey élu        | SFIO           | 9 255        | 25,2         | 21 493      | 56,43       |  |
|                | Jean Boulet          | PCF            | 6 927        | 18,86        | Retrait     | Retrait     |  |
|                | René Cathala sortant | Extrême droite | 3 948        | 10,75        | Retrait     | Retrait     |  |
|                | Marcel Dumaine       | Radsoc         | 2 651        | 7,22         | Retrait     | Retrait     |  |
|                | René Gouyon          | PSU            | 2 271        | 6,18         | Retrait     | Retrait     |  |
|                |                      |                |              |              |             |             |  |
| Inscrits       | Inscrits             | Inscrits       | 57 374       | 100,00       | 57 371      | 100,00      |  |
| Abstentions    | Abstentions          | Abstentions    | 18 497       | 32,24        | 17 721      | 30,89       |  |
| Votants        | Votants              | Votants        | 38 877       | 67,76        | 39 650      | 69,11       |  |
| Blancs et nuls | Blancs et nuls       | Blancs et nuls | 2 147        | 5,52         | 1 565       | 3,95        |  |
| Exprimés       | Exprimés             | Exprimés       | 36 730       | 94,48        | 38 085      | 96,05       |  |

#### Deuxième circonscription (Toulouse-Centre)
| Candidat       | Candidat                    | Parti          | Premier tour | Premier tour | Second tour | Second tour |  |
| Candidat       | Candidat                    | Parti          | Voix         | %            | Voix        | %           |  |
| -------------- | --------------------------- | -------------- | ------------ | ------------ | ----------- | ----------- |  |
|                | Pierre Baudis sortant réélu | RI             | 9 731        | 24,17        | 15 982      | 37,62       |  |
|                | Léo Hamon                   | UNR-UDT        | 9 218        | 22,9         | 11 118      | 26,17       |  |
|                | Georges Malgouyres          | PCF            | 7 861        | 19,53        | 15 387      | 36,22       |  |
|                | Paul Aynié                  | SFIO           | 6 075        | 15,09        | Retrait     | Retrait     |  |
|                | Raymond Badiou              | PSU            | 4 703        | 11,68        | Retrait     | Retrait     |  |
|                | Roger Gimazane              | Extrême droite | 2 667        | 6,63         | Retrait     | Retrait     |  |
|                |                             |                |              |              |             |             |  |
| Inscrits       | Inscrits                    | Inscrits       | 63 306       | 100,00       | 63 307      | 100,00      |  |
| Abstentions    | Abstentions                 | Abstentions    | 21 837       | 34,49        | 19 374      | 30,6        |  |
| Votants        | Votants                     | Votants        | 41 469       | 65,51        | 43 933      | 69,4        |  |
| Blancs et nuls | Blancs et nuls              | Blancs et nuls | 1 214        | 2,93         | 1 446       | 3,29        |  |
| Exprimés       | Exprimés                    | Exprimés       | 40 255       | 97,07        | 42 487      | 96,71       |  |

#### Troisième circonscription (Toulouse-Sud)
| Candidat       | Candidat                     | Parti          | Premier tour | Premier tour | Second tour | Second tour |  |
| Candidat       | Candidat                     | Parti          | Voix         | %            | Voix        | %           |  |
| -------------- | ---------------------------- | -------------- | ------------ | ------------ | ----------- | ----------- |  |
|                | Jacques Maziol sortant réélu | UNR-UDT        | 16 638       | 37,42        | 24 763      | 55,72       |  |
|                | Jean Llante                  | PCF            | 8 865        | 19,94        | 19 676      | 44,28       |  |
|                | Georges Delpech              | SFIO           | 8 326        | 18,73        | Retrait     | Retrait     |  |
|                | Albert Brimo                 | Radsoc         | 3 651        | 8,21         | Retrait     | Retrait     |  |
|                | Alexandre Montariol          | PSU            | 3 034        | 6,82         | Retrait     | Retrait     |  |
|                | Joseph-Louis Maleville       | MRP            | 2 744        | 6,17         | Retrait     | Retrait     |  |
|                | Lucien Bezoles               | UFF            | 1 202        | 2,7          |             |             |  |
|                |                              |                |              |              |             |             |  |
| Inscrits       | Inscrits                     | Inscrits       | 68 381       | 100,00       | 68 380      | 100,00      |  |
| Abstentions    | Abstentions                  | Abstentions    | 22 532       | 32,95        | 20 537      | 30,03       |  |
| Votants        | Votants                      | Votants        | 45 849       | 67,05        | 47 843      | 69,97       |  |
| Blancs et nuls | Blancs et nuls               | Blancs et nuls | 1 389        | 3,03         | 3 404       | 7,11        |  |
| Exprimés       | Exprimés                     | Exprimés       | 44 460       | 96,97        | 44 439      | 92,89       |  |

#### Quatrième circonscription (Toulouse-Ouest)
| Candidat       | Candidat                    | Parti          | Premier tour | Premier tour | Second tour | Second tour |  |
| Candidat       | Candidat                    | Parti          | Voix         | %            | Voix        | %           |  |
| -------------- | --------------------------- | -------------- | ------------ | ------------ | ----------- | ----------- |  |
|                | Eugène Montel sortant réélu | SFIO           | 14 537       | 37,04        | 26 456      | 65,56       |  |
|                | André Mathieu               | UNR-UDT        | 10 383       | 26,46        | 13 897      | 34,44       |  |
|                | Pierre Segouffin            | PCF            | 8 227        | 20,96        | Retrait     | Retrait     |  |
|                | Achille Auban               | PSU            | 3 209        | 8,18         | Retrait     | Retrait     |  |
|                | Pierre Delnomdedieu         | Extrême droite | 2 239        | 5,7          | Retrait     | Retrait     |  |
|                | Sylvain Marcaillou          | UFF            | 652          | 1,66         |             |             |  |
|                |                             |                |              |              |             |             |  |
| Inscrits       | Inscrits                    | Inscrits       | 59 286       | 100,00       | 59 287      | 100,00      |  |
| Abstentions    | Abstentions                 | Abstentions    | 18 723       | 31,58        | 17 299      | 29,18       |  |
| Votants        | Votants                     | Votants        | 40 563       | 68,42        | 41 988      | 70,82       |  |
| Blancs et nuls | Blancs et nuls              | Blancs et nuls | 1 316        | 3,24         | 1 635       | 3,89        |  |
| Exprimés       | Exprimés                    | Exprimés       | 39 247       | 96,76        | 40 353      | 96,11       |  |

#### Cinquième circonscription (Muret)
| Candidat       | Candidat                | Parti          | Premier tour | Premier tour | Second tour | Second tour |  |
| Candidat       | Candidat                | Parti          | Voix         | %            | Voix        | %           |  |
| -------------- | ----------------------- | -------------- | ------------ | ------------ | ----------- | ----------- |  |
|                | Jacques Douzans sortant | MRP            | 19 901       | 49,38        | 21 896      | 49,28       |  |
|                | Fernand Couzinet élu    | SFIO           | 13 468       | 33,42        | 22 535      | 50,72       |  |
|                | Roger Fargues           | PCF            | 6 934        | 17,2         | Retrait     | Retrait     |  |
|                |                         |                |              |              |             |             |  |
| Inscrits       | Inscrits                | Inscrits       | 59 349       | 100,00       | 59 362      | 100,00      |  |
| Abstentions    | Abstentions             | Abstentions    | 17 250       | 29,07        | 13 707      | 23,09       |  |
| Votants        | Votants                 | Votants        | 42 099       | 70,93        | 45 655      | 76,91       |  |
| Blancs et nuls | Blancs et nuls          | Blancs et nuls | 1 796        | 4,27         | 1 224       | 2,68        |  |
| Exprimés       | Exprimés                | Exprimés       | 40 303       | 95,73        | 44 431      | 97,32       |  |

#### Sixième circonscription (Saint-Gaudens)
| Candidat       | Candidat                      | Parti          | Premier tour | Premier tour | Second tour | Second tour |  |
| Candidat       | Candidat                      | Parti          | Voix         | %            | Voix        | %           |  |
| -------------- | ----------------------------- | -------------- | ------------ | ------------ | ----------- | ----------- |  |
|                | Hippolyte Ducos sortant réélu | Radsoc         | 15 219       | 42,5         | 19 137      | 47,57       |  |
|                | Jean Lassère                  | SFIO           | 11 939       | 33,34        | 18 501      | 45,99       |  |
|                | Jean Blanc                    | MRP            | 4 545        | 12,69        | 2 590       | 6,44        |  |
|                | Robert Calviac                | PCF            | 4 109        | 11,47        | Retrait     | Retrait     |  |
|                |                               |                |              |              |             |             |  |
| Inscrits       | Inscrits                      | Inscrits       | 56 064       | 100,00       | 55 885      | 100,00      |  |
| Abstentions    | Abstentions                   | Abstentions    | 18 710       | 33,37        | 14 600      | 26,13       |  |
| Votants        | Votants                       | Votants        | 37 354       | 66,63        | 41 285      | 73,87       |  |
| Blancs et nuls | Blancs et nuls                | Blancs et nuls | 1 542        | 4,13         | 1 057       | 2,56        |  |
| Exprimés       | Exprimés                      | Exprimés       | 35 812       | 95,87        | 40 228      | 97,44       |  |